# Obsjtina Ljubimets
Obsjtina Ljubimets (bulgariska: Община Любимец) är en kommun i Bulgarien.   Den ligger i regionen Chaskovo, i den sydöstra delen av landet, 250 km öster om huvudstaden Sofia. Antalet invånare är 7 526. Arean är 57 kvadratkilometer.
Terrängen i Obsjtina Ljubimets är huvudsakligen platt, men västerut är den kuperad.
Obsjtina Ljubimets delas in i:
- Belitsa
- Văltje pole
- Georgi Dobrevo
- Lozen
- Malko gradisjte
- Orjachovo

Följande samhällen finns i Obsjtina Ljubimets:
- Ljubimets

Trakten runt Obsjtina Ljubimets består till största delen av jordbruksmark. Runt Obsjtina Ljubimets är det ganska glesbefolkat, med 34 invånare per kvadratkilometer.